# Handewitt
Handewitt (duń. Hanved) – gmina w Niemczech w kraju związkowym Szlezwik-Holsztyn, w powiecie Schleswig-Flensburg.